# Джино Бартали
Джино Бартали (на италиански: Gino Bartali) е италиански професионален колоездач. Той е най-известният италиански колоездач до Втората световна война, след като спечелва Обиколката на Италия два пъти (1936, 1937) и Обиколката на Франция веднъж (1938). След войната продължава да жъне победи, спечелвайки всяко от тези състезания по още веднъж. През септември 2013 г. е обявен за Праведник на света от Яд Вашем за спасяването на италиански евреи през Втората световна война.

## Ранен живот и аматьорска кариера
Бартали е роден на 18 юли 1914 г. в Понте а Ема, близо до Флоренция. Той е третото от четири деца на земеделеца Торело Бартали. На 13-годишна възраст започва работа в работилница за велосипеди. По същото време започва да се състезава, показвайки обещаващи резултати. През 1935 г., на 21 години, получава лиценз за професионално колоездене. Още същата година става национален шампион по шосейно колоездене.

## Професионална кариера
Бартали печели етап на Обиколката на Италия през 1935 г. и бързо се превръща в „крал на катеренето“ на състезанието. През 1936 г. печели Обиколката на Ломбардия, макар сезонът му да е опечален от смъртта на брат му, Джулио, който също е колоездач, по време на състезание. Бартали за малко не се отказва от колоезденето.
Въпреки това той се завръща и печели Джирото и през следващата година. По това време чуждестранните медии не обръщат особено внимание на Бартали, считайки го за обикновен италиански колоездач, който не може да се състезава добре извън родната си страна. Искайки да ги убеди в обратното, Бартали се записва в Обиколката на Франция през 1937 г. Започва зле, губейки с над 8 минути към третия етап, но успява да навакса времето и в крайна сметка да отбележи преднина от 1 мин. 14 сек. пред останалите, грабвайки жълтата фланелка. Състезанието за него приключва скоро, когато съотборникът му Жул Роси се подхлъзва на дървен мост. Бартали се блъска в парапета на моста и пада в реката под него. Макар и със затруднено дишане, Бартали довършва етапа си, вече изоставайки с 10 минути, преди да се оттегли от състезанието.
През 1938 г. се завръща и побеждава отборната работа на белгийците, лошото време и спукана гума при прохода Кол дьо л'Изеран. Той спечелва най-трудния етап, от Дин ле Бен до Бриансон с над 5 минути разлика от останалите. Италианците са във възторг и дори започват да набират доброволно средства за финансирането му. Наближаващата Втора световна война обаче кара Италия да не изпрати свой отбор на Тур дьо Франс следващата година.
След края на войната, през 1946 г. Обиколката на Италия е възстановена и Бартали се завръща, за да я спечели отново. Покрай нея спечелва и класики, като Милано-Санремо, Обиколката на Ломбардия и Шампионата на Цюрих. Може би най-известната му победа е тази на Обиколката на Франция през 1948 г., когато печели състезанието на фона на тежка политическа криза в Италия. Много от колоездачите, които е познавал преди войната, вече са мъртви, а на тяхно място са дошли много нови състезатели, които тепърва трябва да изучава.
На Обиколката на Франция през 1950 г. Бартали влиза в ожесточена надпревара с французина Жан Робик. Съревнованието е широко отразявано във вестниците, а атмосферата е нажежена. В единия от етапите двамата карат рамо до рамо, когато се удрят един в друг и падат. Бартали твърди, че френските фенове до пътя са били толкова разгневени, че започват да го удрят и заплашват с нож. Бартали се качва обратно на велосипеда си и спечелва етапа, а италианският му съотборник Фиоренцо Мани облича жълтата фланелка. Когато се връщат към хотела обаче, той и двата италиански отбора решават, че е време да се оттеглят и да се върнат у дома. Организаторите на състезанието се опитват да ги разубедят, но Бартали отвръща, че „няма намерение да си рискува живота за луд човек“. Истината за инцидента остава неизяснена – когато французинът Луизон Бобе настига падналите колоездачи, той отбелязва, че никой не е удрял Бартали и че вероятно той е възприел като удари опитите за помощ от страна на публиката. Излизането на италианските отбори от надпреварата малко преди преминаването на италианската граница разгневява запалянковците в Италия. Скандалът ескалира и до национално ниво, когато френският външен министър Робер Шуман се извинява на италианския такъв за случката по време на състезанието. Някои френски журналисти обаче считат хода на Бартали за тактически, отбелязвайки че той не е имал шанс да спечели надпреварата и е предпочитал чужд отбор да спечели вместо французина.

## Съпротива през Втората световна война
Бартали се прочува с работата си по спасяването на евреите, които са преследвани от нацистите по времето на Италианската социална република. През декември 2010 г. се появява информация, че Бартали е укривал еврейско семейство в мазето си, спасявайки живота им. Бартали използва колоездачната си слава, за да пренася съобщения и документи на Италианската съпротива. Той кара от Флоренция до Тоскана, Умбрия и Марке, носейки състезателната си фланелка с името си на нея. Нито фашистката полицията, нито нацистките войници биха рискували да разпалят обществено недоволство с арестуването му.
В крайна сметка германските СД и италианските власти разпитват Бартали и го заплашват. Въпреки това той не издава дейността си. Той използва известността си, за да получава информация относно възможни нападения срещу скривалища. През 1943 г. самият той води еврейски бежанци към швейцарските Алпи, като кара велосипед, теглещ ремарке с тайно отделение, и казвайки на патрулите, че това е просто част от тренировката му. През 2013 г. Бартали е удостоен с еврейското почетно звание Праведник на света. За деянията му през войната са издавани книги и филми.

## Съперничество с Копи
Между Джино Бартали и новопоявилия се италиански колоездач Фаусто Копи се оформя жестоко съперничество. Италианските фенове са раздвоени между двамата. Консервативният и религиозен Бартали се почита в селските южни райони на Италия, докато по-светският и иновативен Копи е герой в индустриализираните северни части на страната.
Двамата се срещат на 7 януари 1940 г., когато Еберардо Павеси, ръководител на отбора Леняно, взема Копи, за да помага на Бартали. Съревнованието започва, когато Копи, който е грегар, спечелва Обиколката на Италия, докато звездата Бартали води отбора си след него. През следващите години двамата по-скоро се състезават, отколкото да си помагат. По това време Италианската колоездачна асоциация заявява, че двамата са забравили да почитат италианския престиж и се стремят единствено към лична победа, заради което им отнема правото да се състезават професионално през следващите три месеца.
Ледът е частично разчупен, когато двамата споделят бутилка след изкачването на Кол д'Изоар по време на Обиколката на Франция през 1952 г. Впоследствие се скарват относно това, кой е предложил бутилката първи. Съперничеството им получава широко медийно отразяване и води до епична надпревара.
Бартали е отявлен противник на наркотичните вещества (амфетамини) в колоезденето, макар те да не са забранени по това време. Той знае, че Копи взема такива по време на състезанията.

## Личен живот
Бартали израства в религиозно семейство в Тоскана, набожността му му спечелва прякора Джино Благочестивият. Той изказва молитва преди хранене и се възмущава, когато съотборниците му псуват. Той открито подкрепя Християнско-демократическата партия на Италия, но се старае и да не разгневява комунистите. Той е лично благославян от три папи и се превръща в любимия спортист на Ватикана. Описван е като песимист.
Бартали спира да се състезава на 40-годишна възраст, след като претърпява пътен инцидент. Към този момент той вече е загубил повечето от парите си, а доходите му са несигурни. Умира на 5 май 2000 г. от инфаркт. Министър-председателят Джулиано Амато изпраща съболезнования на овдовялата му жена и две деца.

## Кариерни постижения
Значими резултати::
1935
1-ви Копа Берноки
1-ви  Национално първенство по шосейно колоездене
1-ви Генерално Обиколка на Страната на баските
1-ви Етапи 2, 3 и 5
1-ви Обиколка на Месина
3-ти Обиколка на Ломбардия
4-ти Милано – Санремо
7-и Генерално Обиколка на Италия
1-ви Планинско класиране
1-ви Етап 6
1936
1-ви  Генерално Обиколка на Италия
1-ви Планинско класиране
1-ви Етапи 9, 17b и 18
1-ви Обиколка на Ломбардия
1-ви Обиколка на Милано (с Леарко Гера)
4-ти Обиколка на Тоскана
7-и Шосейно състезание, Световно първенство по шосейно колоездене
1937
1-ви  Генерално Обиколка на Италия
1-ви Планинско класиране
1-ви Етапи 8a, 10, 16 и 17
1-ви Етап 7 Обиколка на Франция
1-ви Обиколка на Лацио
1-ви  Национално първенство по шосейно колоездене
1-ви Обиколка на Пиемонт
2-ри Обиколка на Ломбардия
1938
1-ви  Генерално Обиколка на Франция
1-ви Планинско класиране
1-ви Етапи 11 и 14
1-ви Тре Вали Варезине
2-ри Обиколка на Ломбардия
7-и Милано – Санремо
1939
1-ви Милано – Санремо
1-ви Обиколка на Ломбардия
1-ви Обиколка на Пиемонт
1-ви Обиколка на Тоскана
2-ри Генерално Обиколка на Италия
1-ви Планинско класиране
1-ви Етапи 2, 9b, 15 и 17
2-ри Тре Вали Варезине
1940
1-ви Милано – Санремо
1-ви Обиколка на Ломбардия
1-ви Обиколка на Тоскана
1-ви  Национално първенство по шосейно колоездене
1-ви Обиколка на Кампания
9-и Генерално Обиколка на Италия
1-ви Планинско класиране
1-ви Етапи 17 and 18
1941
2-ри Обиколка на Тоскана
2-ри Обиколка на Пиемонт
3-ти Тре Вали Варезине
3-ти Обиколка на Емилия
4-ти Обиколка на Лацио
9-и Обиколка на Ломбардия
1942
2-ри Обиколка на Тоскана
2-ри Обиколка на Ломбардия
2-ри Обиколка на Пиемонт
4-ти Обиколка на Емилия
8-и Обиколка на Лацио
1943
3-ти Обиколка на Тоскана
5-и Милано – Санремо
1945
1-ви Обиколка на Лацио
1-ви Обиколка на Кампания
3-ти Обиколка на Ломбардия
3-ти Тре Вали Варезине
1946
1-ви  Генерално Обиколка на Италия
1-ви Планинско класиране
1-ви  Генерално Обиколка на Швейцария
1-ви Етапи 1, 5, 6 и 8
1-ви Шампионат на Цюрих
1-ви Трофео Матеоти
2-ри Обиколка на Тоскана
4-ти Милано – Санремо
1947
1-ви Милано – Санремо
1-ви  Генерално Обиколка на Швейцария
1-ви Етапи 1c и 2
2-ри Генерално Обиколка на Италия
1-ви Планинско класиране
1-ви Етапи 2 и 15
2-ри Генерално Обиколка на Романдия
1-ви Етап 3b
2-ри Обиколка на Ломбардия
2-ри Обиколка на Емилия
9-и Гент-Вевелгем
1948
1-ви  Генерално Обиколка на Франция
1-ви Планинско класиране
1-ви Етапи 1, 7, 8, 13, 14, 15 & 19
1-ви Обиколка на Тоскана
1-ви Шампионат на Цюрих
2-ри Тре Вали Варезине
8-и Генерално Обиколка на Италия
3-ти Планинско класиране
1949
1-ви  Генерално Обиколка на Романдия
1-ви Етапи 1b и 2
2-ри Генерално Обиколка на Италия
2-ри Планинско класиране
2-ри Генерално Обиколка на Франция
1-ви Етап 16
2-ри Планинско класиране
5-и Обиколка на Пиемонт
1950
1-ви Милано-Санремо
1-ви Обиколка на Тоскана
2-ри Генерално Обиколка на Италия
1-ви Етап 9
2-ри Планинско класиране
1-ви Етап 11 Обиколка на Италия
1951
1-ви Обиколка на Пиемонт
2-ри Флеш Валон
4-ти Генерално Обиколка на Италия
2-ри Планинско класиране
6-и Лиеж – Бастон – Лиеж
6-и Тре Вали Варезине
9-и Шосейно състезание, Световно първенство по шосейно колоездене
10-и Генерално Обиколка на Италия
4-ти Планинско класиране
1952
1-ви Генерално Обиколка на Реджо Калабрия
1-ви  Национално първенство по шосейно колоездене
1-ви Обиколка на Емилия
1-ви Етап 2 Рим – Неапол – Рим
4-ти Генерално Обиколка на Франция
6-и Планинско класиране
5-и Генерално Обиколка на Италия
3-ти Планинско класиране
1953
1-ви Обиколка на Тоскана
1-ви Обиколка на Емилия
4-ти Генерално Обиколка на Италия
3-ти Планинско класиране
4-ти Тре Вали Варезине
7-и Обиколка на Пиемонт
1954
9-и Обиколка на Емилия